# Піскорня (Мазовецьке воєводство)
Піскорня (пол. Piskornia) — село в Польщі, у гміні Покшивниця Пултуського повіту Мазовецького воєводства.
Населення — 228 осіб (2011).
У 1975-1998 роках село належало до Цехановського воєводства.

## Демографія
Демографічна структура станом на 31 березня 2011 року:
|          | Загалом | Допрацездатний вік | Працездатний вік | Постпрацездатний вік |
| -------- | ------- | ------------------ | ---------------- | -------------------- |
| Чоловіки | 125     | 27                 | 91               | 7                    |
| Жінки    | 103     | 28                 | 57               | 18                   |
| Разом    | 228     | 55                 | 148              | 25                   |